# فراونشتاين
فراون اشتاين (ارتسغبيرغه) (بالألمانية: Frauenstein, Saxony) هي بلدة ألمانية تقع في ألمانيا في ساكسونيا. يقدر عدد سكانها بـ 3,253 نسمة .

## المدن التوأمة
مدينة تسل-آم-هارمرزباخ هي مدينة توأمة لـفراون اشتاين (ارتسغبيرغه).